# 德国飞艇旅行公司

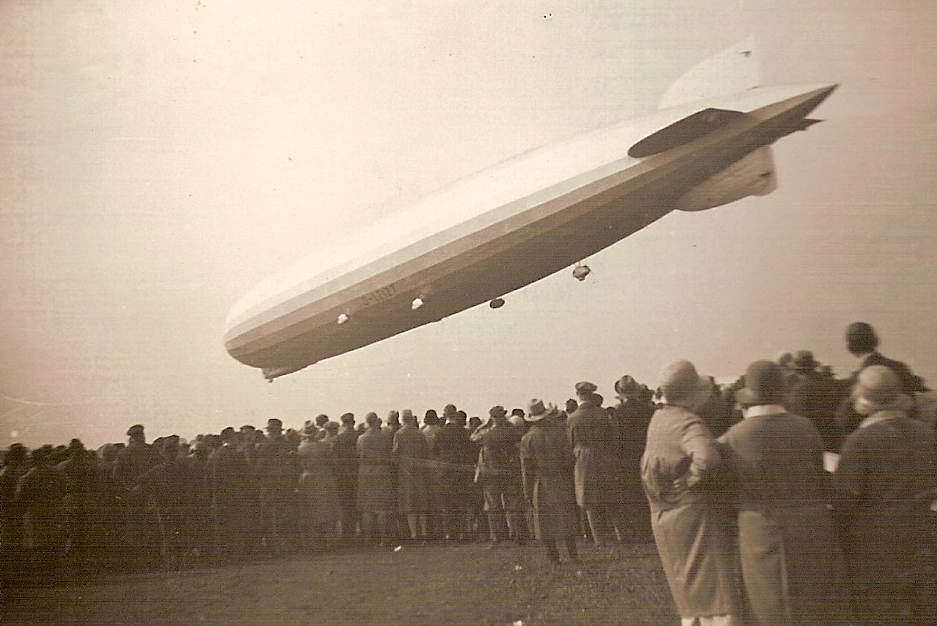
齐柏林伯爵号飞艇

德国飞艇旅行公司，缩写为DELAG，是世界上第一家将飞行器用于商业运营的航空公司。它于1909年11月16日成立，主要运营齐柏林系列硬式飞船，该飞船系列由齐柏林公司（Luftschiffbau Zeppelin）制造。总部位于德国法兰克福。

## 早期

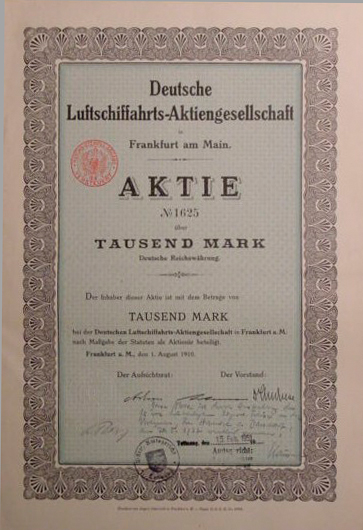
德国飞艇旅行公司的股权证明，1910年

德国飞艇旅行公司是应齐柏林公司业务经理阿尔弗雷德·蔻斯曼（ Alfred Colsman）的建议而成立的。由于齐柏林公司很难从德国军队处得到订单，因此，蔻斯曼建议设立一间商业载客运营公司以利用德国人在飞行上体现出的热情。但是，齐柏林伯爵本身却对将公司商业化的建议抱有抵触心理：最为一个贵族和前军官，他认为这会将公司变成一个低俗商业人的企业。蔻斯曼后来成了新成立的航空公司的董事长，他成功的获得了与艾伯特·巴林的合作，巴林是漢堡－美洲公司的领导人，他以每年10万黄金马克换得了销售机票的专卖权。蔻斯曼在取得3百万马克的起始资金时也没有遇到什么大问题。大部分起始资金来自于法兰克福以及杜萨尔多夫，另外，还有一些其他的城市也用本市的钱自己建造了飞艇仓库。
第一艘为这间公司建造的飞艇是LZ7，它后来被命名为“德国”号。它的首飞是在1910年6月19日，它有着5,000（11,000磅）的升力，并且能够搭载24名乘客。飞艇的巡航速度为51 km/h（32 mph）。由于飞艇表现不佳，计划中的跨城市飞行变得不可行，而这艘飞艇唯一能做的就是在基地附近进行观光飞行。1910年6月28日，当飞艇受委托搭载记者以吸引人们的注意力时被雷暴摧毁。该飞艇一开始因故不能返回位于杜塞尔多夫基地，后来则遇上了雷暴。在强风的吹袭下，飞艇被升至 1,100米（3,500英尺）的高空，由急剧上升和蒙皮上的雨水导致的氢气流失让飞艇坠于条顿堡森林。幸运的是，这件事故中仅有一人受伤。在这件事故之后，德国飞艇旅行公司仅有一艘编号为LZ6的飞艇能够使用；它建于1909年，原本希望被售予德国军方，但后来被扩大以及改造以适用于载客飞行。自8月末至9月中，LZ6几乎每天都在巴登-巴登地区进行顺利飞行服务，但在9月14日，飞艇仓库中爆发的一场大火彻底摧毁了飞艇，但幸运的是公司为LZ6购买了保险，从保险公司处得到的钱能够资助公司完成它们下一艘飞艇（德国二号）的建造。

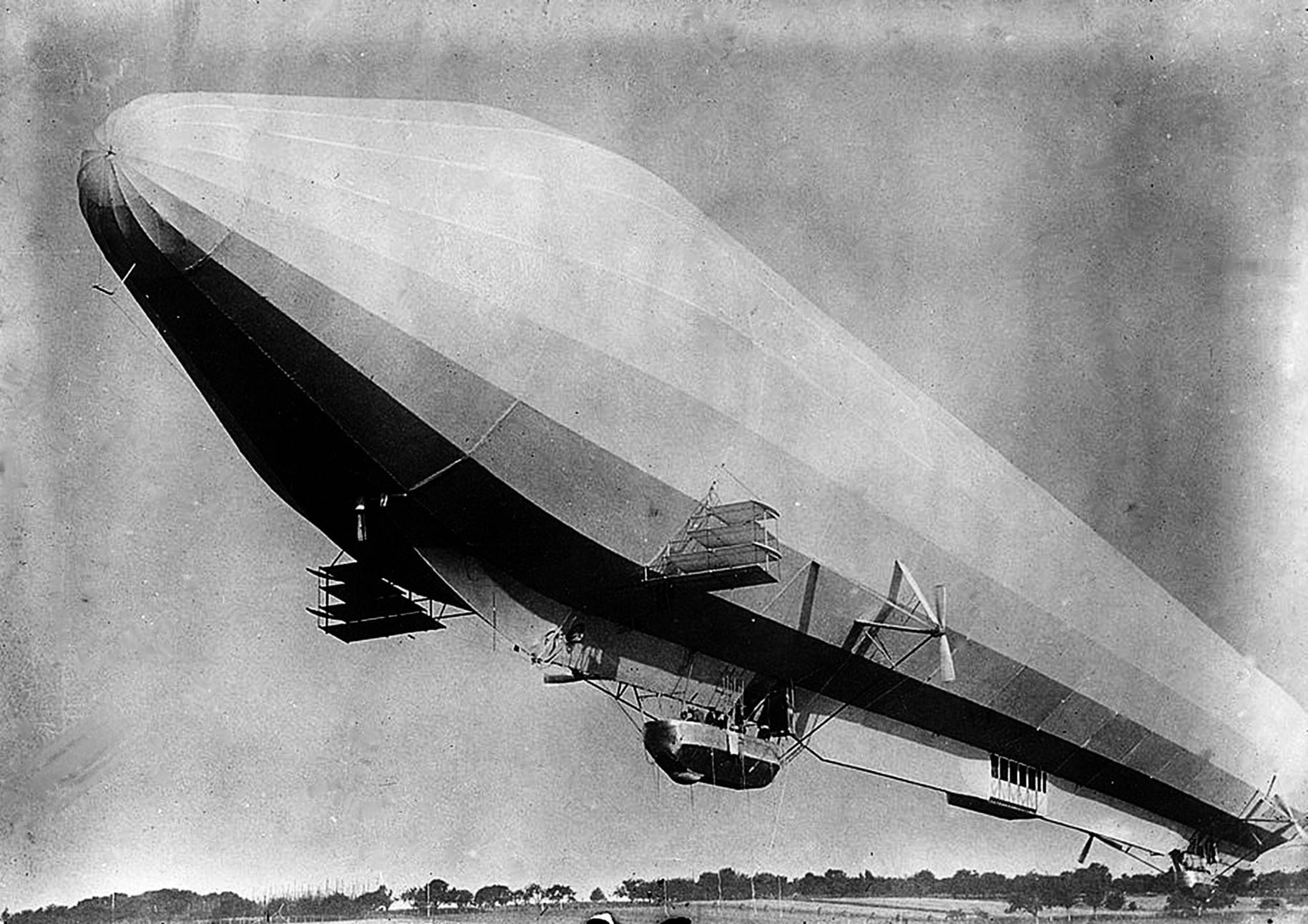
德国号飞艇

新的飞行季中，飞艇的飞行时间长约90分钟至120分钟不等，而价格则为200德国马克。德国二号飞艇的建造工作于1910年3月30日完成，并于4月11日抵达了杜塞尔多夫。不幸的是，在飞艇刚运营超过一个月的时候它从仓库被牵引出来时遇上了强风，它撞上了一堵高达15米的防风墙，损坏了它的后部。飞艇上的乘客必须通过消防梯逃生。船长雨果·埃克纳将事故归咎于他的“不果断”的决定，他认为旅客们热烈的兴致让他虽然不愿意，但仍然选择在这种情况下起飞。德国飞艇旅行公司的命运随着下一艘飞艇的交付而发生了改变，施瓦本号飞艇于6月29日完成建造并于7月15日交付公司使用。在这艘飞艇的运营时间里，它总共搭载了1553名乘客。它的飞行基地位于巴登巴登，主营路线为飞往法兰克福，杜塞尔多夫以及柏林。除此之外，它也有过几次目的地为别的城市的远距离飞行。以德国皇帝的女儿名字命名的维多利亚·路易斯号飞艇（LZ11）于1912年3月4日被投入运营。1912年6月28日，施瓦本号飞艇由于气囊摩擦所产生的静电而烧毁，但是公司很快就用于同年7月30日建造完成的汉莎号飞艇（LZ13）来替代它的位置。除了商业载客运营外，德意志帝國海軍有时候用士兵充当驾驶员以起训练目的。  1913年 LZ 17 Sachsen 加入船队。
到了第一次世界大战之前一个月的1914年7月份，德国飞艇旅行公司的齐柏林飞艇已经在1588次商业飞行中运载了34028名乘客，总飞行距离以及飞行时间分别为172535千米以及3176小时。

## 第一次世界大战的影响
在一次世界大戰中， LZ 11, LZ 13, 和 LZ 17 為德軍服務。
戰後，德國飛艇公司的 LZ 120 Bodensee 和 LZ 121 Nordstern 成為歐洲城市之間的聯繫工具。 LZ 120 在 腓特烈港 和 Berlin-Staaken 之間飛行，中途於 Munich 停留。
在1921年作為一戰的賠償: LZ 120 被送到義大利，重新命名為 "Esperia" ,而 LZ 121 被法國人重新命名為 "Méditerranée" 。

## 跨大西洋營運

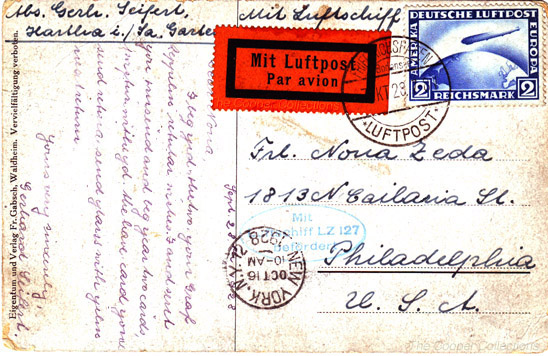
D-LZ127 在"第一次北美飞行"时的明信片（1928年）

1928年9月，德國飛艇公司開始營運硬式飛船LZ 127 Graf Zeppelin，這使得跨大西洋且不間斷的飛行成為可能。
1928年10月11日 07:54，在埃克納博士(Eckener)的指揮下， Graf Zeppelin 從德國腓特烈港起程，並在10月15日抵達紐澤西州的萊克赫斯特，完成德國飛艇公司的第一個跨大西洋航行。 
1931年到1937年， Graf Zeppelin 提供德國與南美之間定期的客運服務。服役期間，Graf Zeppelin 共計橫渡南大西洋136次。
1936年，興登堡號飛船加入客運服務，並成功橫渡大西洋36次，直到1937年5月6日於新澤西州的萊克赫斯特墜毀。

## 演变
齐柏林伯爵号飞艇是德國飛艇公司最後运营的飛艇。
1935年 , 由國家資助的德意志齊柏林飛艇運輸(DZR)成立並接替了德國飛艇公司。它的船隊包括齐柏林伯爵号飞艇，兴登堡号飞艇以及齐柏林伯爵二号飞艇。
2001年，同樣名為德意志齊柏林飛艇運輸(DZR)的新公司成立，其為 Zeppelin Luftschifftechnik GmbH (ZLT)的子公司。它的Zeppelin NT飛艇於德國腓特烈港的波登湖作為觀光飛艇營運。

## 所运营的飞艇
第一次世界大战前：
- LZ 6
- LZ 7 德国（Deutschland）
- LZ 8 德国II（Deutschland II）
- LZ 10 施瓦本（Schwaben）
- LZ 11 维多利亚·路易斯（Viktoria Luise）
- LZ 13 汉莎（Hansa）
- LZ 17 萨克森（Sachsen）

第一次世界大战后：
- LZ 120 博登湖（Bodensee）
- LZ 121 诺斯特（Nordstern） (North Star)
- LZ 127 齐柏林伯爵（Graf Zeppelin），德國飛艇公司最後运营的飛艇

1935年3月，LZ 127 被轉移到新成立的 德意志齊柏林飛艇運輸 公司。